# Јаков Омучски
Јаков Омучки († 1412) - преподобни Руске православне цркве, оснивач Омучке испоснице у Лушком округу Санктпетербуршке губерније.

## Биографија
О Јакововом детињству и световном животу није сачувано готово никаквих података, а каснији биографски подаци о њему су веома оскудни и фрагментарни. Познато је да је био монах Коневског манастира Рођења Богородице, где је упознао Теофила Омучког, који је убрзо изабран за игумана.
Оптерећени сувише бучним животом манастира Коневског, Теофил и Јаков тражили су тишину и самоћу међу маховинама, планинама и мочварама, на обалама реке Омуче, где су од 1396. године проводили живот у строгом посту, непрестаној молитви и у борбу против помисли и насртаја злих духова. Међутим, и овде су подвизи пустињака убрзо постали надалеко познати у околини и привукли ревнитеље побожности, који су, заједно са монасима, усред забаченог краја, основаног на реци Омучи (60-70 километара од града Порхов) Омучки скит Успења Богородице, назван по Теофилу.
Јеромонах Никодим (Кононов) у свом богословском делу под насловом: „Руски светитељи и подвижници побожности, који су се подвизавали и удостојили се у оквиру Петроградске епархије 14-17 века. Хагиолошки есеји” објављене у Санкт Петербургу 1901. године, цитиране су следеће речи архиепископа Руске православне цркве Филарета: „Преосвећени Теофил и Јаков 1396. године основали су скит у част Успења Богородице на реци Омуги, у близини Демјановског храма, 65 верста од Порхова. Теофил је био оснивач пустиње, а Јаков је био организатор манастира“.
Јаков је умро скоро истовремено са Теофилом око 1412. године. Његове мошти су сахрањене испод дрвене Успенске цркве.
Успомена Јакова Омучког празнује се 21. октобра Сабором петербуршких светитеља и Сабором новгородских светитеља (у трећу недељу по Духовима).